# 鹰宇宙飞船
鹰宇宙飞船（俄语：Орёл），旧称PTK NP（俄语：ПТК НП，2009—2016）、联邦号（俄语：Федерация，2016—2019），是俄罗斯研制中的可重复使用载人飞船，未来将代替联盟号宇宙飞船执行任务。

## 介绍
鹰飞船的研发工作始于2009年。飞船的首次空载试飞预计将从东方航天发射场由安加拉A5运载火箭发射。